# Trnovitički Popovac
Trnovitički Popovac (1900-ig Popovac) falu Horvátországban Belovár-Bilogora megyében. Közigazgatásilag Gerzencéhez tartozik.

## Fekvése
Belovártól légvonalban 37, közúton 45 km-re délre, községközpontjától légvonalban 10, közúton 12 km-re északnyugatra a Monoszlói-hegység keleti lejtőin, Gornja Garešnica és Veliki Pašijan között, a Popovac-patak jobb partján fekszik.

## Története
A régészeti leletek tanúsága szerint területe már az őskorban lakott volt. Osušak nevű határrészén történelem előtti település maradványai kerültek elő. A feltárások során a starčevói és a korenovói kultúra leleteit, főként nagy számú cseréptöredéket találtak. A leleteket az i. e. 5. évezredre keltezik.
Popovac már a középkorban jelentős település, valószínűleg vásártartási joggal rendelkező mezőváros volt. Középkori nevét a rendelkezésre álló adatok alapján nem sikerült beazonosítani. A 15. században Mátyás király feleségének Beatrix királynénak a birtoka. Később egyházi birtok lett, innen kapta mai Popovac nevét is. A török 1543-ban teljesen elpusztította a települést és környékét, mely 1552 után mintegy száz évre török kézre került. A lakosság legnagyobb része az ország biztonságosabb részeire menekült, másokat rabságba hurcoltak. A térség több mint száz évig lényegében lakatlan maradt.
A török uralom után a területre a 17. századtól folyamatosan telepítették be a keresztény lakosságot. A 17. század közepén délről elsősorban pravoszláv szerb lakosság települt be. A település 1774-ben az első katonai felmérés térképén „Dorf Popovacz” néven szerepel. A Horvát határőrvidék részeként a Kőrösi ezredhez tartozott. Lipszky János 1808-ban Budán kiadott repertóriumában „Popovacz” néven találjuk.
Nagy Lajos 1829-ben kiadott művében ugyancsak „Popovecz” néven 24 házzal, 17 katolikus és 135 ortodox vallású lakossal találjuk. A település 1809 és 1813 között francia uralom alatt állt. Iskoláját 1885-ben alapították, ekkor épült fel a település első iskolája.
A katonai közigazgatás megszüntetése után Magyar Királyságon belül Horvátország része, Belovár-Kőrös vármegye Garesnicai járásának része lett. A településnek 1857-ben 430, 1910-ben 768 lakosa volt. Az 1910-es népszámlálás adatai szerint a lakosság 53%-a szerb, 32%-a magyar, 12%-a horvát anyanyelvű volt. A település fejlődésében sokat jelentett a Belovár-Garešnica vasútvonal megépítése és 1910-es üzembe helyezése. 1918-ban az új szerb-horvát-szlovén állam, majd később Jugoszlávia része lett. 1941 és 1945 között a németbarát Független Horvát Államhoz, majd a háború után a szocialista Jugoszláviához tartozott. A háború után a fiatalok elvándorlása miatt lakossága folyamatosan csökkent. 1991-től a független Horvátország része. 1991-ben lakosságának 52%-a horvát, 26%-a szerb nemzetiségű volt. A magyarok száma 11%-ot tett ki. A délszláv háború idején mindvégig horvát kézen maradt. 2011-ben a településnek 392 lakosa volt.

## Lakossága
| Lakosság változása | Lakosság változása | Lakosság változása | Lakosság változása | Lakosság változása | Lakosság változása | Lakosság változása | Lakosság változása | Lakosság változása | Lakosság változása | Lakosság változása | Lakosság változása | Lakosság változása | Lakosság változása | Lakosság változása | Lakosság változása | Lakosság változása |
| ------------------ | ------------------ | ------------------ | ------------------ | ------------------ | ------------------ | ------------------ | ------------------ | ------------------ | ------------------ | ------------------ | ------------------ | ------------------ | ------------------ | ------------------ | ------------------ | ------------------ |
| 1857               | 1869               | 1880               | 1890               | 1900               | 1910               | 1921               | 1931               | 1948               | 1953               | 1961               | 1971               | 1981               | 1991               | 2001               | 2011               | 2021               |
| 430                | 332                | 342                | 622                | 779                | 768                | 722                | 885                | 732                | 747                | 680                | 534                | 506                | 500                | 428                | 392                | 309                |

## Nevezetességei
- Szent Petka (Paraskeva) tiszteletére szentelt barokk pravoszláv temploma[6] a főutcától északra, mintegy száz méterrel beljebb, kissé kiemelkedő helyen található. Az 1752-ben épített templom egyhajós épület téglalap alaprajzú hajóval, keskenyebb lekerekített szentéllyel, nagyméretű félköríves ablakokkal. Szentélye keletre néz, a nyugati homlokzat felett emelkedik a harangtorony. A hajót hamis dongaboltozat borítja, szentély pedig félkupolával van fedve. A fából épített kórus a nyugati fal mentén helyezkedik el, melyet két pillér tart. A nyeregtetőt cserép, a harangtornyot pedig ónlemez borítja. A berendezés  legértékesebb része egy fából készült ikonosztáz, két ikonsorral. A templomot a század elején felújították.

- A Szentlélek tiszteletére szentelt római katolikus kápolnája kis méretű épület, nyitott előtérrel, piramisban végződő toronysisakkal. A főutca mentén találjuk, előtte kőkereszt áll.

- A falutól délre fekvő lapos, mocsaras területen találhatók Šašar középkori várának maradványai. A régészeti lelőhely a szakirodalomban teljesen elpusztultként szerepel, miután területét elárasztották a garešnicai halastó vizével. A helyszíni bejáráskor azonban megállapítható, hogy az egykori vár sáncai részben még ma is jól kivehetők a halastó nyugati szélén. Nevét egykori fekvéséről kapta, mivel dús, tövises növényzettel és sással fedett mocsaras területen állt. Középső része egy enyhe, mintegy 70 méter átmérőjű magaslaton állt, melyet kettős földsánc övezett. Központi része szabályos négyszög alakú volt. Ennek nyugati része a dús növényzet és a víz miatt már alig kivehető, inkább csak a levegőből látható. Az északi részén kiemelkedő mintegy 20 méter széles részen egykor őrhely, vagy torony állhatott. A déli fal egy része mintegy 40 méter hosszúságban, másfél méter magasságban fennmaradt. Az itt előkerült számos cseréptöredék alapján a vár kora a 15. századra tehető.[7]

## Oktatás
A településen elemi iskola működik. Az első iskolaépület még 1885-ben nyílt meg. 1958-tól nyolcosztályos iskolaként működik, ahova Popovacon kívül Gornja Garešnica, Veliki Prokop, Oštri Zid, Šimljanik és Kostanjevac falvak tanulói járnak. A mai iskolaépületet 1974-ben építették.